# Nowy cmentarz żydowski w Olkuszu
Nowy cmentarz żydowski w Olkuszu – kirkut znajdujący się nieopodal zbiegu ulic Jana Kantego i Ołowianej w Olkuszu.
Cmentarz został założony na przełomie XIX i XX wieku. Do naszych czasów zachowało się, według różnych źródeł, od kilkudziesięciu do dwustu nagrobków, z czego większość znajduje się na swoim miejscu. Na terenie nekropolii znajdują się też ruiny domu przedpogrzebowego.
W kwietniu 2015 cmentarz został zdewastowany przez nieznanych sprawców.